# Akimiski Island
Akimiski Island är en ö i Kanada.   Den ligger i territoriet Nunavut, i den östra delen av landet. Arean är 3 001 kvadratkilometer och den är den största ön i Jamesbukten.
Terrängen på Akimiski Island är mycket platt. Öns högsta punkt är 37 meter över havet. Den sträcker sig 58,2 kilometer i nord-sydlig riktning, och 92,4 kilometer i öst-västlig riktning.